# 나카노정 (나가노현)
나카노정(일본어: 中野町)은 일본 나가노현 시모타카이군에 있던 정이다. 현재의 나카노시 중심부에 해당한다.

## 역사
- 1889년 4월 1일 - 정촌제 시행에 의해 나카노정 외 2촌의 구역을 확장해 성립하였다.
- 1954년 7월 1일 - 히노촌, 엔토쿠촌, 히라노촌, 나가오카촌, 히라오카촌, 다카오카촌, 시나노촌, 야마토촌과 합병해 나카노시로 승격되어 동일 나카노정은 폐지되었다.

## 교통

### 철도
- 나가노 전철
  - 가토 선 (현・나가노 선)

## 참고문헌
- 『職員録 明治38年 乙』印刷局、1905年。
- 『가도카와 일본 지명 대사전 20 長野県』。